# 검은손긴팔원숭이
검은손긴팔원숭이 (Hylobates agilis) 또는 날쌘긴팔원숭이는 긴팔원숭이과의 영장류이다. 이 원숭이의 털 색깔은 검은색에서 붉은갈색까지 다양하다. 이들의 눈썹은 항상 희지만, 수컷은 희거나 밝은회색의 뺨을 통해 알아볼 수 있다. 게다가 수컷은 암컷보다 약간 크다. 검은손긴팔원숭이의 몸무게는 평균 5.5kg이고 키는 40에서 60cm에 달한다. 모든 긴팔원숭이처럼 이 원숭이들 또한 꼬리가 없다.
검은손긴팔원숭이가 사는 지역은 서남아시아로 수마트라섬의 거의 대부분 지역(섬의 북쪽은 아니다.), 말레이반도 상의 일부 지역과 보르네오섬이다. 이들은 자신들의 긴 팔로 가지로 흔들면서, 재빨리 나무와 나무 사이를 이동한다. 이들은 주로 우림의 나무 위 생활을 하며, 땅에 내려오는 것은 드물다. 모든 긴팔원숭이처럼, 이들은 시각적으로 단호함을 나타내는 몸짓과 노래를 통해, 그들 구역을 방어하고 그 구역 내에서 연속적인 일부일처 짝짓기를 하며 생활을 한다. 검은손긴팔원숭이의 먹이는 주로 과일과 나뭇잎, 곤충으로 구성되어 있다.
임신 기간은 7개월이며, 한 마리의 새끼를 낳는다. 새끼가 젖을 떼는 시기는 생후 약 2년이다. 완전히 성숙해지면(약 8살), 짝을 짓기 위해 가족을 떠난다.
검은손긴팔원숭이는 2종의 아종이 있다.
- 산악날쌘긴팔원숭이 (Hylobates agilis agilis)
- 저지대날쌘긴팔원숭이 (Hylobates agilis unko)

일부 과학자들은 모든 아종들을 보르네오흰수염긴팔원숭이로 분류하기도 한다.